# Pic mordoré
Celeus elegans
Espèce
Statut de conservation UICN

 LC  : Préoccupation mineure
Le Pic mordoré (Celeus elegans) est une espèce d'oiseaux de la famille des Picidae.

## Répartition
Il est situé en Amérique du Sud, approximativement sur les limites du bassin amazonien.

## Population
La population de cette espèce est actuellement en diminution.